# عبد الملك بن صالح بن علي
عبد الملك بن صالح بن علي بن عبد الله بن عباس، أبو عبد الرحمن الهاشمي من أمراء بني العباس، ولي المدينة وغزو الصوائف للرشيد ثم ولي الشام والجزيرة للأمين.

## صفاته وأخلاقه
كان عبد الملك فصيحا بليغا شريف الأخلاق مهيبا شجاعا سائسا بلغ الرشيد أنه يريد الوثوب على الخلافة ، فخافه على ملكه ، وأمر بحبسه ، ثم ظهرت له براءته ، فأطلقه وأنعم عليه . قيل إن يحيى البرمكي قال له: بلغني أنك حقود! قال: إن كان الحقد بقاء الخير والشر إنهما لباقيان في قلبي، فقال الرشيد: ما رأيت أحدا احتج للحقد بأحسن من هذا. قال الصولي: كان أفصح الناس وأخطبهم لم يكن في دهره مثله في فصاحته وصيانته وجلالته وله شعر. وقال الزبير بن بكار: كان عبد الملك نسيج وحده أدبا ولسانا وشي به وتتابعت فيه الأخبار وكثر حاسدوه وبلغ الرشيد عنه أنه على عزم الخروج ويقال إنه ما حبسه إلا لما رآه له نظيرا في السؤدد.

## من خطبه
قال بعد أن أُخرج من الحبس، يذكر ظلم الرشيد له:
والله إن الملك لشيء ما نويته، ولا تمنيته، ولا قصدت إليه، ولا ابتغيته، ولو أردته لكان أسرع إلي من السيل الحدور ومن النار إلى يابس العرفج وإني لمأخوذ بما لم أجن ومسؤول عما لا أعرف، ولكنه والله حين رآني للملك قمنا، وللخلافة خطرا، ورأى لي يداً تنالها إذا مدت، وتبلغها إذا بسطت، ونفسا تكمل لخصالها، وتستحقها بخلالها، وإن كنت لم اختر تلك الخصال، ولا اصطنعت تلك الخلال، ولم أترشح لها في سر، ولا أشرت إليها في جهر، ورآها تحن إلى حنين الوالدة، وتميل إلى ميل الهلوك، وخاف أن تنزع إلى أفضل منزع، وترغب في خير مرغب، عاقبني عقاب من قد سهر في طلبها، ونصب في التماسها، وتفرد لها بجهده، وتهيأ لها بكل وسعه، فإن كان إنما حبسني على أني أصلح لها وتصلح لي، وأليق بها وتليق بي، فليس ذلك بذنب فأتوب منه، ولا تطاولت إليه فأحط نفسي عنه، وإن زعم أنه لا صرف لعقابه، ولا نجاة من عذابه، إلا بأن أخرج له من الحكم، والعلم، والحزم والعزم فكما لا يستطيع المضيع أن يكون حافظا كذا لا يستطيع العاقل أن يكون جاهلاً، وسواء عليه عاقبني على عقلي أم عاقبني على طاعة الناس لي، ولو أردتها لأعجلته عن التفكير، وشغلته عن التدبير، ولم يكن لما كان من الخطاب إلا اليسير، ومن بذل المجهود إلا القليل!.

## وفاته
توفي رحمه الله بالرقة سنة ست وتسعين ومئة.